# Laurids Engelstoft
Laurids Engelstoft (født 2. december 1774, død 14. marts 1851) var en dansk historiker.

## Uddannelse og udlandsophold
Engelstoft blev født i Gislum præstegård ved Hobro. Hans far, provst Christian Engelstoft, gav ham den første undervisning og dermed tillige grundlaget for hans viden i de klassiske fag, som både far og søn følte sig stærkt draget mod. 15 år gammel kom han i Randers skole og fandtes efter 1½ års undervisning så velforberedt, at han kunne sendes til Københavns Universitet i 1791. Her tog han 1. og 2. eksamen og i april 1796 teologisk embedseksamen med udmærkelse. Han syntes endog straks at skulle træde i præstelig virksomhed, idet grev Marcus Gerhard Rosencrone tilbød ham et kald, til hvilket han havde kaldsret. Engelstoft var et øjeblik i tvivl, men besluttede så at følge den videnskabelige vej, til hvilken han ved sin hurtige tilegnelsesevne, sit klare overblik og sin lyst til studier måtte føle sig selvskreven.
Med sin ven Børge Riisbrigh Thorlacius havde han drevet fælles studier, og begge var nu fuldt beskæftigede med at besvare universitetets prisopgaver, og 1797 tilkendtes Thorlacius guldmedaljen for en filologisk og Engelstoft for en historisk afhandling: Qvindekjønnets Kaar hos Skandinaverne før Christendommens Indførelse. Endnu samme år disputerede Engelstoft for den filosofiske doktorgrad med afhandlingen de Hieronymo Stridonensi, der vandt megen anerkendelse. Med offentlig understøttelse kunne Thorlacius og Engelstoft nu drage til udlandet. Efter et længere ophold i Göttingen og besøg i en del af Tysklands andre byer drog de over Holland og Belgien til Frankrig.
Dette ophold i Frankrig var betydningsfuldt for Engelstofts senere udvikling og gav hele hans dannelse og åndsretning et præg, som aldrig udslettedes. Netop da de to venner i november 1798 kom til Paris, udbrød den anden koalitionskrig, og da Bonaparte 18. Brumaire (ifølge den franske revolutionskalender, 9. november efter den gregorianske kalender) næste år holdt sin tordentale til de 500's forsamling,
måtte den tilstedeværende Engelstoft flygte ud ad vinduet, og næppe var han og Thorlacius på hjemvejen kommet over Frankrigs grænse, før nyheden om den franske sejr ved Marengo nåede
dem. Engelstoft var henrykt over således i 1½ år at leve midt i verdensbegivenhederne, som han opmærksomt iagttog.
Samtidig med at han flittig studerede på bibliotekerne over historiske og filologiske emner, fulgte han, som tidligere i Tyskland, forelæsninger over naturvidenskabelige fag, rejste nogle måneder med danske botanikere til Pyrenæerne, studerede skønlitteratur og øvede sig i fremmede sprog, red og fægtede, kort sagt, den lille, blondlokkede nordbo tabte enhver jysk tunghed, og der kom en fransk elegance over hans person og hele væsen. Han bragtes desuden, vistnok for bestandig, i et sådant forhold til teologien, at han ikke ville kunne blive præst.

## Karriere
Efter rejsens brede, nydelsesrige veje fulgte ved hjemkomsten i sommeren 1800 de trangere stier ad embedsbanen. Engelstoft måtte udslette et mindre gunstigt indtryk, som han havde bibragt de styrende, og efter at have offentliggjort en i Paris begyndt afhandling om Philip August og Ingeborg (1801), der ligesom det tidligere arbejde om kvinders stilling i oldtiden vidner om en sjælden fremstillingsevne og omhyggelige studier, udnævntes han 12. marts 1802 til adjunkt i historie og geografi ved det filosofiske fakultet, 22. marts 1803 til professor extraordinarius. Løn opnåede han dog først 1805, og han måtte således dels ved undervisning på Schouboes Institut, dels ved en ansættelse som sekretær ved Det Kongelige Bibliotek (1803-1805) tjene det fornødne til sit underhold.
Bag katedret var Engelstoft en åndfuld og tiltalende forelæser. Om ordet end ikke fødtes hurtig på hans læber, antog det altid den skønne form. Han stod anskuende over for sit emne og kaldte
hovedpunkterne frem; det spændte, hvilende øjelåg over det glansfulde øje åbenbarede en mand, der søgte at finde overblik og standpunkter og stræbte efter at oplyse tankerne i verdensstyrelsen.
Engelstoft yndede historiske paralleller, og han lod ofte strejflys virke opklarende, dog følte tilhøreren til tider et savn ved, at Engelstoft havde ladet sig nøje med at henkaste tanker om en mulig forståelse uden selv at forsøge den dybere indtrængen. Under hele sin universitetsvirksomhed – han blev 29. september 1810 professor ordinarius – stræbte han for også uden for auditoriet at træde de studerende nær. Hans gæstfrie hjem – 1805 blev han gift med Magdalene Cathrine Estrup (1786 – 1878), datter af pastor P. Estrup og søster til historikeren H.F.J. Estrup – stod åbent for mangfoldige studerende, som her nød godt af hans belærende samtale eller traf sammen med fremragende mænd i lærdommens og digtningens verden. Da der indkom 600 rigsdaler for hans universitetstale om den akademiske borgerrets betydning (1809), gav han disse til et stipendium for studerende til anskaffelse af bøger. Islandske studenter, der i Engelstoft fandt en god beskytter, lod hans portræt stikke i kobber ved Christoffer Wilhelm Eckersberg (1830).
Stiftelsen af direktionen for Københavns Universitet og de lærde skoler i 1805 havde imidlertid været skæbnesvanger for Engelstofts virksomhed. Ved sin store arbejdsdygtighed, sine omfattende kundskaber og sin Lyst til at gribe ind i praktiske forhold var han som selvskreven til at træde i direktionens tjeneste, og dens eksistens og Engelstofts liv var på en egen måde knyttet sammen. Han blev 1805 dens sekretær, 1812 assessor i direktionen og var fra 1817-32 og derpå igen fra 1840-1848, da direktionen opløstes, medlem af den. Han kastede sig med største iver ind i denne gerning, og hans Universitets- og Skoleannaler (1806-13) vidner bedst om, med hvor megen opmærksomhed han fulgte alle skolespørgsmål i udlandet og søgte at fremdrage alt nyttigt og oplysende om universitetet og de lærde skoler i Danmark, om deres historie, institutioner, nuværende virkemåde og undervisningens resultater.
Opdragelsen havde altid ligget Engelstoft på hjerte, allermest for så vidt den skabte folkekarakteren, og i et tankevægtigt skrift, som han skrev under et ophold i Rendsborg 1807-8, da han som direktionens referent fulgte regeringen dertil, Tanker om Nationalopdragelsen, betragtet som det virksomste Middel til at fremme Almenaand og Fædrelandskærlighed (1808), udviklede han, hvorledes den unge skulle opdrages til at føle sig som landets søn, som arvtager af en stor fortid. Kendskabet til landet, som det var og er, måtte derfor stå i første linje, ligesom opdragelsen burde være militær, legeme og ånd uddannes i fuld harmoni, og staten ved udmærkelser tilskynde til sand borgerånds vækst.
Engelstoft var 1811 blevet udnævnt til justitsråd og 1837 til konferensråd og kongelig ordenshistoriograf. 1840 blev han kommandør af Dannebrog. 1845 blev han
som universitetets senior fritaget for at holde forelæsninger, og 1848 udnævntes han, samtidig med at han trådte ud af universitetsdirektionen, til Storkorsridder af Dannebrog. 1812 var han blevet medlem af det danske Videnskabernes Selskab, 1813 af Det kongelige danske Selskab for Fædrelandets Historie, hvis forstander han var fra 1829 til sin død. Sine sidste år tilbragte han i stilhed.

## Vurdering af Engelstofts indsats
Engelstoft har sin andel i de reformer, som Københavns Universitet og skoleundervisningen i løbet af næsten et halvt århundrede undergik, og har derved indlagt sig megen fortjeneste. Noget særligt fremragende administrativt talent tør man dog måske næppe tillægge ham. I øvrigt benyttedes hans arbejdsdygtighed ved mange lejligheder. Således klager Engelstoft 1813 i et brev over, at hans helbred havde fået et mærkbart stød under den norske universitetskommissions forhandlinger i den foregående vinter, da han efter fem-seks timers seance måtte, til dels om natten, udkaste breve og forestillinger, hvorved han pådrog sig en alt for stærk anspændelse. For Sorø Akademis genoprettelse 1822 og følgende udvikling var Engelstoft levende interesseret.
Hårde klager kunne den historiske videnskab dog føre over at være svigtet af en højt begavet dyrker. Engelstofts førnævnte historiske afhandlinger og ligeledes hans Blik paa Forsvarsvæsenets Forfatning og Tilstand i det byzantinske Rige under Kejser Justinian I
(1815) og Wiens Belejring af Tyrkerne 1683 (1817) må kaldes forbilledlige, hvad historisk forskning og fremstilling angår, men de blev ikke efterfulgt af mange eller af store arbejder. Han udgav sammen med Jens Møller Historisk Kalender i tre bind (1814-17), og skrev sammen med Erich Christian Werlauff Kjøbenhavns Universitetsbygnings Historie (1836), og han var medredaktør af Journal for udenlandsk Litteratur og Maanedsskrift for Litteratur.
I øvrigt var det nærmest ved et mere tilfældigt fund af aktstykker eller ved begivenheder, der dannede paralleler til fortidens forhold (især når det gjaldt Danmarks forsvar), at han optrådte som forfatter (således om Christian IV's Forsøg paa at afskaffe vornedskabet, Kjøbenhavns Stilling og Farer i Sommeren 1700). I nogle mindre afhandlinger har han også behandlet statistikken, som han holdt forelæsninger over for de juridiske studerende. Men altid gennemgik stoffet en støbning i den smukke, ofte elegante form, som var Engelstoft egen. Et udvalg af hans skrifter blev udgivet i tre bind af Samfundet til den danske Litteraturs Fremme 1859-62. Engelstoft var den sidste af de danske lærde, som skrev elegante latinske vers.
Når Engelstoft et år før sin død skrev: "Mit hele liv har mest været opofrelser", og han derved sikkert tænkte på, hvorledes han ved praktisk gerning var blevet drevet bort fra højere kald, så han dengang, som ofte i sin senere levetid, vist ikke dybt nok til bunds i sit eget sind. Det er en historikers lod saa at sige ved hvert enkelt studium at skulle på ny tjene sig op fra menig til officer. Han må længe gøre trættende og pinligt arbejde, inden han når til at befale og lede, men til den første art gerning følte Engelstoft sig noget for fornem. Et arbejde i slid og møje uden æstetisk tilfredsstillelse tiltalte ikke Engelstoft. Vel havde Engelstoft, som P.A. Munch siger, "et sjældent historisk instinkt", men instinkt uden studier på første hånd hjælper kun halvvejs. Engelstoft ville hellere iagttage samtiden og nedskrive, hvad der meddeltes ham om denne og den nærmeste fortid. Han begyndte endog en brevveksling med sin kollega Thorlacius om dagens begivenheder i det øjemed at være kilde for eftertiden, og mange optegnelser om samtiden og om traditionen fra den nærmest forudgående tid findes fra hans hånd. For den nye historiske arbejdsmåde, som efterhånden brød sig vej, kom han derfor til at
stå noget fjern, og da Engelstoft ingenlunde i sin senere levetid vandt påskønnelse for sin administrative virksomhed, kom der et vist misforhold ind i den i øvrigt så højt fortjente mands liv. Men hans varme fædrelandskærlighed og omsorg for, at ægte borgerånd trivedes – tidlig havde han gjort opmærksom på det danske sprogs ulykkelige stilling i Slesvig, og tanken om enheden i de nordiske folks fortid og skæbne havde grebet ham stærkt – hans utrættelige arbejdslyst og betydelige videnskabelige fortjenester måtte alle erkende.